# Cantón de Clefmont
El cantón de Clefmont era una división administrativa francesa, que estaba situada en el departamento de Alto Marne y la región de Gran Este.

## Composición
El cantón estaba formado por diecisiete comunas:
- Audeloncourt
- Bassoncourt
- Breuvannes-en-Bassigny
- Buxières-lès-Clefmont
- Choiseul
- Clefmont
- Cuves
- Daillecourt
- Longchamp
- Maisoncelles
- Mennouveaux
- Merrey
- Millières
- Noyers
- Perrusse
- Rangecourt
- Thol-lès-Millières

## Supresión del cantón de Clefmont
En aplicación del Decreto n.º 2014-163 de 17 de febrero de 2014, el cantón de Clefmont fue suprimido el 22 de marzo de 2015 y sus 17 comunas pasaron a formar parte; nueve del nuevo cantón de Poissons, siete del nuevo cantón de Bourbonne-les-Bains y una del nuevo cantón de Nogent.